# Odysséas Androútsos

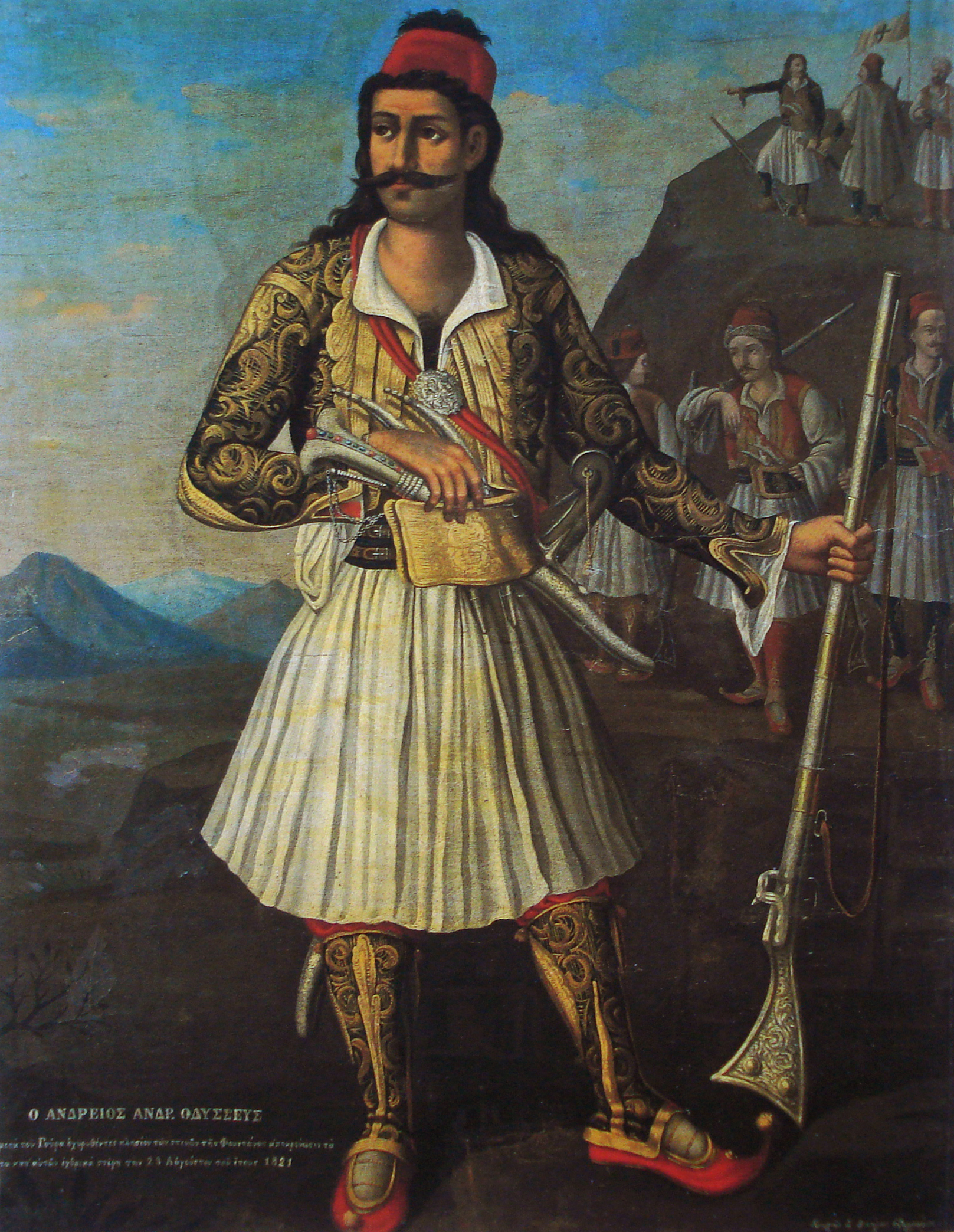
Portrait, par K.Desyllas (1870)

Odysséas Androútsos (en grec moderne : Οδυσσέας Ανδρούτσος), dit parfois Dysséas ou Ulysse (1788-1825) est un héros de la guerre d'indépendance grecque.
Fils d'un klephte aroumain, il entra d'abord au service d'Ali Pacha de Janina avant de rallier l'insurrection grecque. Il fut principalement actif dans l'est de la Grèce continentale, et s'illustra par sa bravoure et son génie militaire. Il remporta ainsi la bataille du khan de Gravia en mai 1821. Accusé par la suite d'avoir pactisé avec les Turcs, il fut emprisonné en 1825 à l'Acropole d'Athènes où il fut assassiné.
Il fut l'un des plus importants capétans, ces chefs de troupes irrégulières qui jouèrent un grand rôle au cours de la révolution grecque. Comme pour plusieurs des autres chefs militaires de la période, son image est ambivalente : il est une figure héroïque dont les exploits sont exaltés, mais ses détracteurs et parfois ses anciens amis soulignent sa rapacité, sa brutalité, sa duplicité.

## Famille
Il était le fils du klephte aroumain Andréas Androútsos. Il naquit sur l'île d’Ithaque.

## Jeunesse
Il entra d'abord au service d'Ali Pacha de Janina, comme armatole de la région de Livadiá ; lors de la révolte de ce dernier contre l'Empire ottoman en 1820, il fut chargé de défendre la Phocide et la Béotie, mais fut rapidement chassé par les habitants de Livadia et se réfugia à Ioannina avec d'autres armatoles. Le siège ayant été mis à la ville par les Ottomans en septembre, Ali pacha les fit rapidement rejoindre le camp des assiégeants sous prétexte de se rallier à eux. Androutsos s'enfuit alors à Ithaque tandis que ses hommes désertèrent l'armée ottomane et se mirent à la harceler en coupant ses lignes de communication.

## Guerre d'indépendance grecque

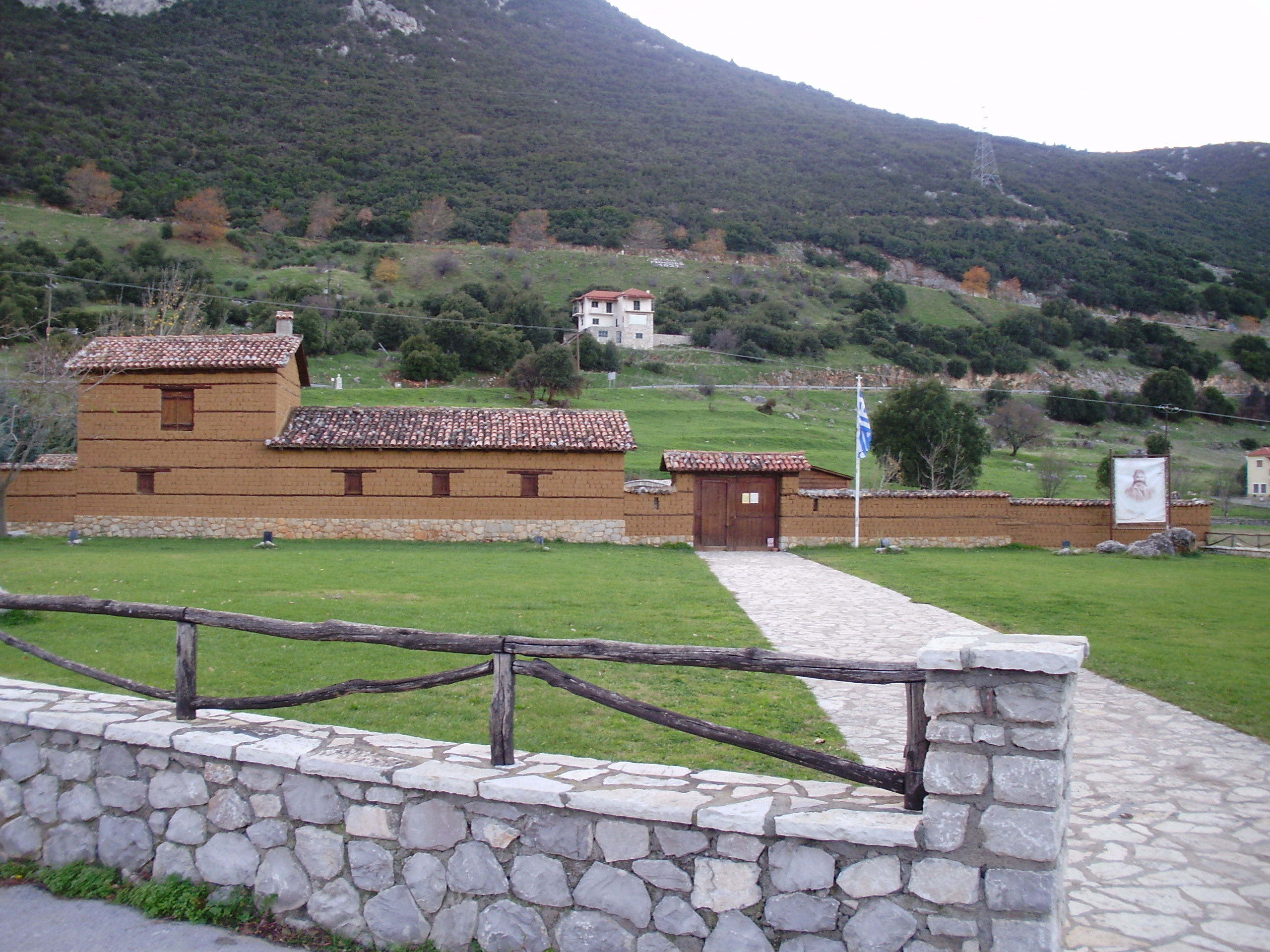
Khan de Gravia.

La révolution grecque éclata en mars-avril 1821. Il gagna d'abord secrètement Patras vers le 1er avril, juste avant le déclenchement de l'insurrection dans la ville, mais se sachant recherché par les Turcs il gagna son ancien fief en Grèce continentale. Il s'y dissimula jusqu'à ce qu'il se fût assuré des dispositions à son égard de son ancien lieutenant Athanásios Diákos, qui avait pris la tête des insurgés dans la région, et avec lequel il était brouillé, et propagea alors la révolte en Phocide et dans la chaîne du Mont Œta.
Après la mort de Diakos à la bataille d'Alamana le 5 mai 1821, il s'illustra quelques jours après à la bataille du khan de Gravia, puis participa à divers combats dans la région, réoccupant les passes montagneuses après le passage des troupes d'Omer Vryonis vers la Béotie et l'Attique. Il devint alors le principal chef militaire de l'est de la Grèce continentale (Roumélie orientale). Il était craint des « politiques » et s'opposa notamment au gouvernement local, l’Aréopage de Grèce orientale à partir de 1822.
Au début de 1822, il prit part à des opérations indécises en Grèce centrale, en collaboration avec Niketaras et Ypsilantis. En mai 1822, il fut déchu de son commandement par le gouvernement et excommunié, à la suite du meurtre de deux envoyés du gouvernement qu'il soupçonnait de vouloir l'assassiner à l'instigation du ministre Ioannis Kolettis ; il conserva cependant le pouvoir dans la région. Il fut accusé par certains de trahison pour ne pas s'être opposé à l'avancée de Dramali Pacha vers le Péloponnèse en juillet. Après le passage de l'armée de Dramali, il réoccupa les passes et coupa les communications entre celles-ci et ses bases de Thessalie, interceptant son ravitaillement et participant ainsi à sa défaite finale en août.

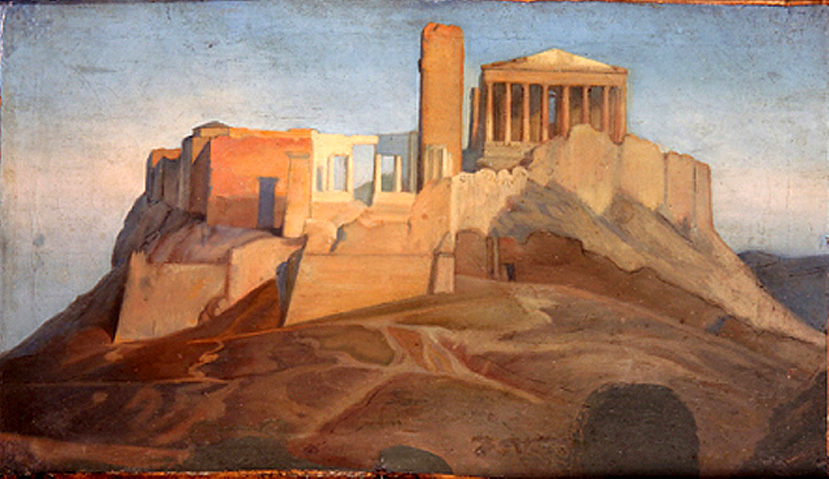
Vue de l'Acropole avant la destruction des constructions post-antiques, avec le bastion d'Odyssée en bas à gauche.

Appelé par les autorités municipales pour mettre fin aux troubles qui agitaient Athènes, disputée entre plusieurs factions, il en prit le contrôle le 8 septembre 1822, et fut élu chef militaire de la région le 6 octobre, les pouvoirs de l’Aréopage étant abolis. Il fit faire des travaux de fortifications à l'Acropole, notamment un bastion qui fut nommé en son honneur, destiné à protéger la source Clepsydre qui venait d'être redécouverte. Il confia le commandement de la forteresse à son second, Yannis Gouras.
En novembre, une armée ottomane envahit la région à partir de la Thessalie, reprenant le contrôle de Salona. Androutsos subit une sévère défaite à Dadi le 13 novembre et s'enfuit de justesse. Il réussit cependant à négocier une trêve avec les généraux ottomans, sous le prétexte de se soumettre ; l'hiver arrivant, manquant de ravitaillement et désorganisés par la mort de Hursid Pacha, les Ottomans finirent par se retirer au-delà du Mont Œta, prolongeant la trêve jusqu'au printemps. Androutsos se dirigea alors vers Missolonghi ; la nouvelle de son arrivée fut l'une des raisons de la levée du siège de la ville en janvier 1823. De Missolonghi, il se rendit ensuite dans le Péloponnèse, pour participer à l'assemblée nationale qui devait se réunir.
L'Assemblée nationale d'Astros, en avril 1823, le confirma dans son commandement en Roumélie orientale. L'anarchie commença à atteindre le gouvernement grec, opposant en particulier les « militaires » autour de Theódoros Kolokotrónis et du corps exécutif, et les « politiques » autour d’Aléxandros Mavrokordátos et du corps législatif. Il se réconcilia avec son ancien ennemi Théodore Négris, un des politiciens écartés du pouvoir, rival de Mavrokordátos. Il assiégea vainement Carystos en Eubée au cours de l'hiver. En avril, avec Négris, il essaya de réunir une assemblée nationale à Salona, mais celle-ci ne fut qu'une assemblée provinciale sans portée, qui se tint du 17 avril au 7 mai 1824. Ils ne réussirent pas non plus à faire venir Lord Byron, qui leur envoya son compagnon Edward John Trelawny ; ce dernier devint un des fidèles d'Androutsos, qui lui fit épouser sa très jeune sœur et qui lui confia la garde de son repaire, une grotte fortifiée du Parnasse. Ses forces furent chassées d'Eubée en mai par une contre-attaque ottomane.
Il se brouilla progressivement avec Gouras, qui finit par passer dans le camp « gouvernemental » de Kolettis au cours de la seconde guerre civile de 1824.
Après la victoire de son ennemi Kolettis lors des guerres civiles, perdant son influence et acculé, Androútsos passa dans le camp ottoman en 1825, par l'intermédiaire d'Omer Vryonis (qui avait été comme lui au service d'Ali Pacha). Il fut finalement arrêté en avril 1825 par son ancien lieutenant Gouras et emprisonné sur l'Acropole d'Athènes, fief de ce dernier. Il y fut assassiné sur son ordre le 4 juillet, sa mort étant maquillée en accident lors d'une tentative d'évasion.